# زایمان زودرس
زایمان زودرس  در انسان به تولد نوزاد پیش از هفته ۳۷ام بارداری گفته می‌شود. علت زایمان زودرس در اغلب موارد ناشناخته است.
نوزادان زودرس عموماً در معرض خطر ناتوانی در رشد ذهنی و جسمی هستند. امروزه پیشرفتهای بسیاری در ارتباط با مراقبت از نوزادان زودرس صورت گرفته‌است ولی از میزان شیوع زایمان زودرس کاسته نشده‌است. زایمان زودرس از مهمترین عوامل مرگ ومیر نوزادان در سطح جهان است.

## نوزاد زودرس
اگر به هر دلیلی زایمان بین هفته‌های ۲۰ تا ۳۷ انجام شود نوزاد زودرس به‌طور متوسط سالانه ۱۵ میلیون نوزاد به صورت زودرس متولد می‌شوند که از این میزان ۶۰ درصد آنها از آفریقای جنوبی و آسیا است. همچنین هر سال نزدیک به یک میلیون از نوزادان زودرس جان خود رااز دست می‌دهند. برخی از نوزادانی که زنده می‌مانند نیز در تمام طول عمر خود با مشکلات و بیماری‌های فیزیکی، اختلالات ذهنی مربوط به یادگیری و سایر ناتوانی‌ها دست و پنجه نرم می‌کنند. حدوداً سه چهارم نوزادان زودرس که اقدامات پزشکی مناسبی را در دریافت می‌کنند زنده مانده و سلامتی خود را بدست می‌آورند. در کشورهای توسعه یافته از طریق انجام اقدامات پزشکی ویژه برای نوزادان زودرس ۹ نوزاد از هر ۱۰ نوزاد زودرس می‌توانند نجات پیدا کنند.

## علت
بیشتر زایمان‌های زودرس به صورت خودبخودی رخ می‌دهند، اما تعدادی از آنها نیز در نتیجهٔ القای زایمان یا خارج کردن نوزاد پیش از موعد و به روش سزارین است که علت آن می‌تواند ابتلای مادر به انواع بیماری‌ها یا حتی عوارض بارداری نظیر پره اکلامپسی باشد که به علت خطرات سلامتی که ممکن است جان مادر و حتی نوزاد را تهدید کند. از جمله علت‌های زایمان زودرس می‌توان به موارد زیر اشاره کرد:
- مصرف سیگار
- مصرف الکل
- بارداری دو یا چندقلویی
- فشار خون بالا
- دیابت
- انواع عفونت‌ها
- بارداری در سنین بالا
- بیماری لثه[۱]

## مشخصات ظاهری نوزادان زودرس
باتوجه به آنکه نوزادان زودرس مراحل تکامل در رحم مادر را به‌طور کامل پشت سر نگذاشته‌اند، چربی زیر پوستی در آنها بسیار کم بوده یا تشکیل نشده‌است، از این رو پوست آنها به رنگ صورتی (کم رنگ یا پرنگ) بوده که معمولاً عروق خونی از ورای آن قابل مشاهده است. خطوط و چین‌های پوستی در کف دست‌ها و پاها و نیز بر روی کیسهٔ بیضه ایجاد نشده یا بسیار کم است.
همچنین برخی از رفلکس‌ها همانند چنگ زدن و چرخیدن به سمت منبع شیر در آنها شکل نگرفته‌است.

### خوراک
شیر مادر بهترین غذا برای نوزاد زودرس است زیرا آنتی‌بادی‌های موجود در شیر مادر به بدن نوزاد وارد شده و او را در برابر بسیاری از بیماری‌ها ایمن خواهد کرد. حتی اگر نوزاد توانایی کافی برای مکیدن پستان مادر نداشته باشد، می‌توان شیر را دوشید و با کمک یک سرنگ استریل یا لوله‌های مخصوص به نوزاد داد.

### مراقبت‌ها
تا زمانی که این نوزادان نتوانند درجه حرارت بدن‌شان را حفظ کنند، در انکوباتور (تخت‌های مخصوصی برای گرم نگهداشتن، اکسیژن‌رسانی و…) تحت مراقبت قرار می‌گیرند. نوزادان زودرسی که به واحد مراقبت‌های ویژه نوزادان (NICU) منتقل می‌شوند بسیار دقیق از لحاظ عفونت و تنفس و ضربان قلب تحت مراقبت قرار می‌گیرند. با توجه به این که این نوزادان دورهٔ بارداری را به‌طور کامل پشت سر نگذاشته‌اند، بدن آنها هنوز برای زندگی در محیط خارج از رحم به‌طور کامل آماده نشده‌است به این ترتیب از همان لحظات ابتدایی تولد برای حیات به کمک‌های ویژه ای نیاز دارند. برای مثال دستگاه تنفس این نوزادان هنوز به‌طور کامل تکامل نیافته‌است و به همین دلیل بیشتر نوزادان زودرس دچار زجر تنفسی بوده و ممکن است مدتی در بخش مراقبت‌های ویژه نوزادان بستری شوند.